# إمي مقورن
إمي مقورن (بالأمازيغية: یمی مڧورن) تجمع سكاني صغير بالمغرب ومركز كل من جماعة إمي مقورن القروية وقيادة إمي مقورن التابعتين لدائرة بيوكرة، إقليم هشتوكة أيت بها، جهة سوس ماسة. بلغ مجموع عدد سكان إمي مقورن حسب إحصاءات 2004 حوالي 11748 نسمة يعيشون في 2063 أسرة.

## اقتصاد
تضم جماعة إمي مقورن مصنع إسمنت لإسمنت المغرب يحمل اسم «مصنع أيت بها». أُنشئ عام 2010، وهو أحد مصانعها الثلاثة. تصل قدرته الإنتاجية إلى 2,2 مليون طن، وهو بذلك يغطي حاجيات جهة سوس ماسة من الإسمنت وكذا الجنوب المغربي عامة.